# 체커스 드라이브인 레스토랑

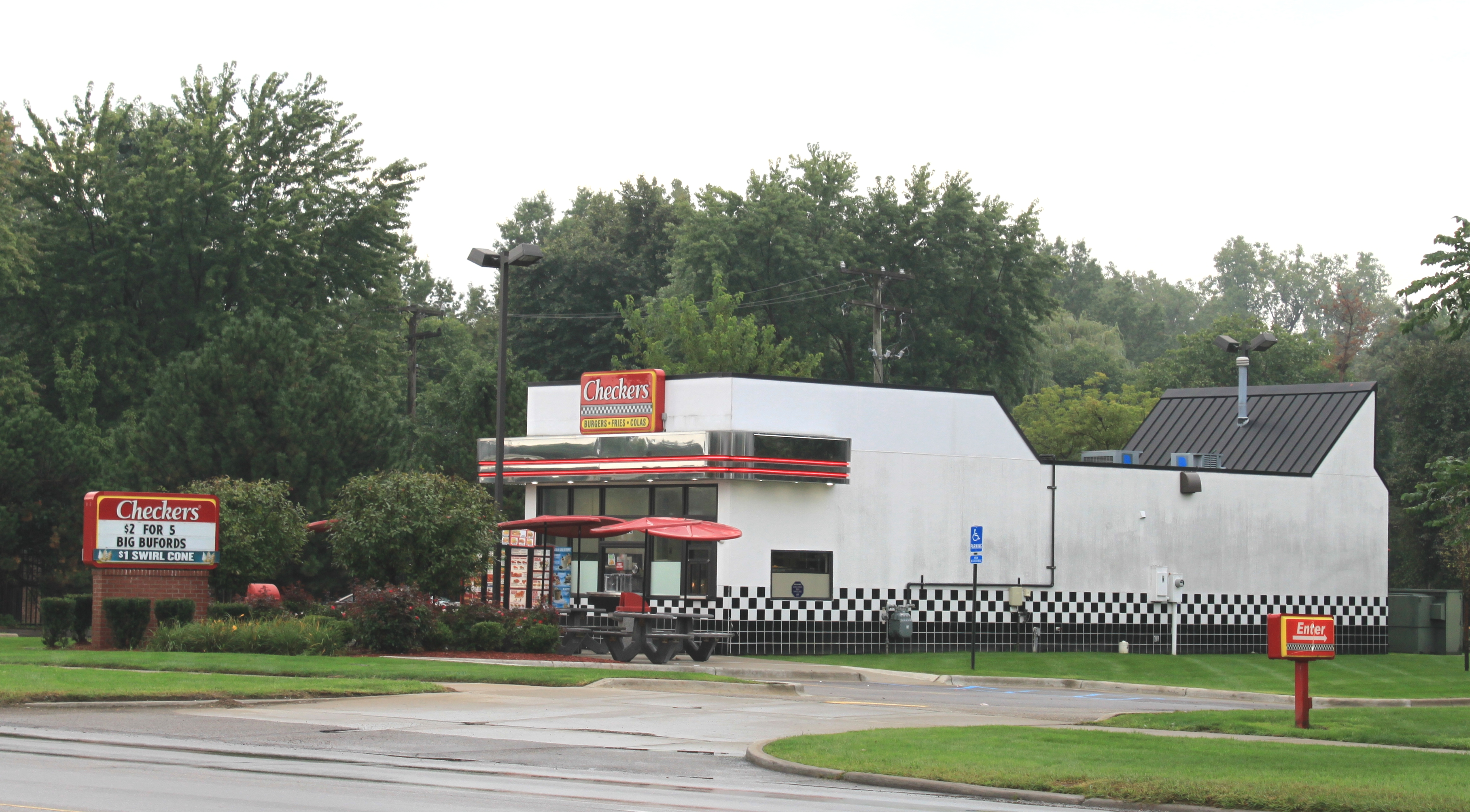
미시간주에 있는 체커스

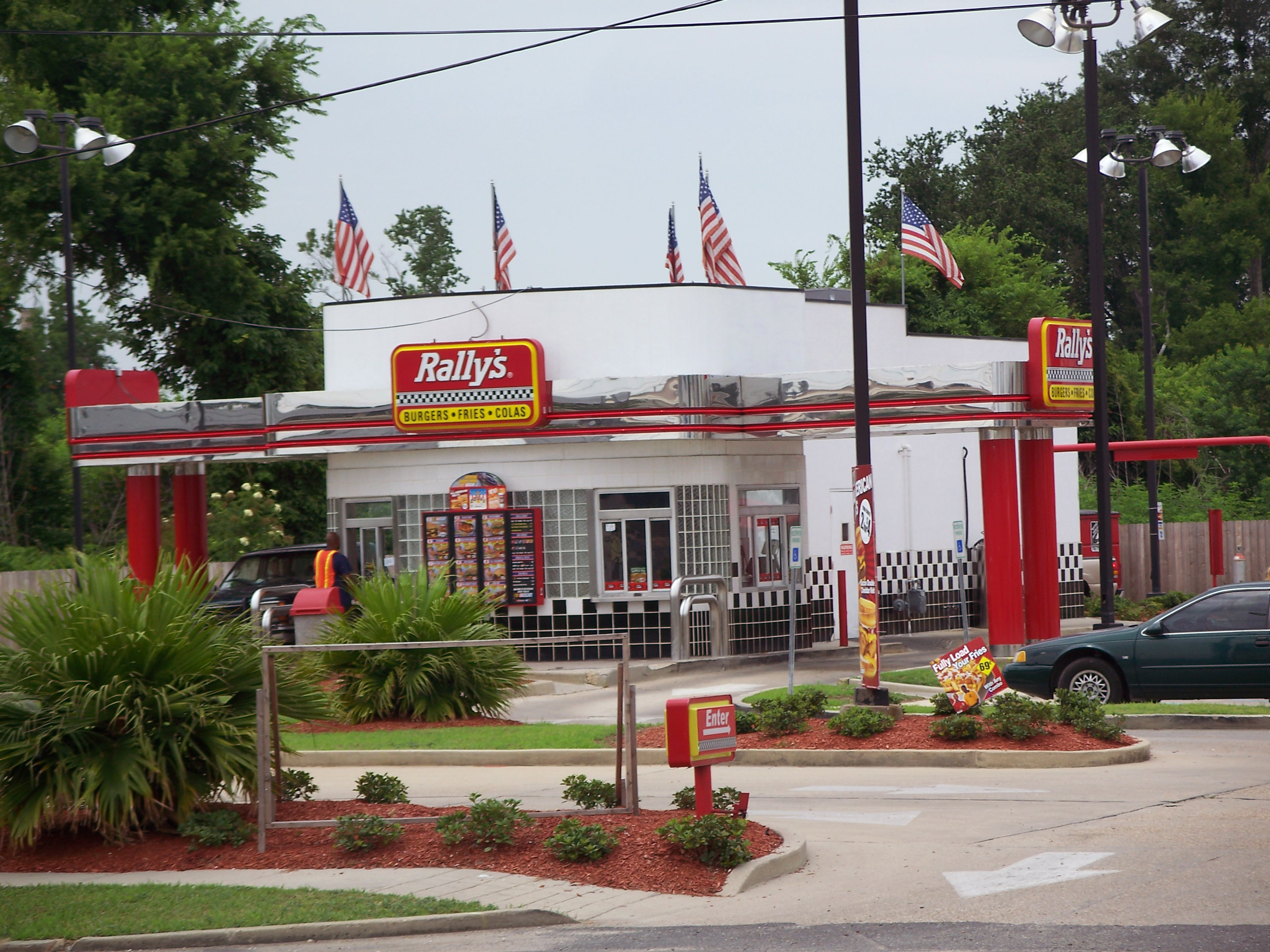
로스앤젤레스에 있는 랠리스

체커스 드라이브인 레스토랑(Checkers Drive-In Restaurants)은 미국 플로리다주 탬파에 본사를 둔 패스트 푸드 체인점이다. 일부 지역에서는 랠리스(Rally's)로 운영하고 있다. 이 레스토랑은 차에 탄 채로 음식을 주문할 수 있다는 특징을 가지고 있으며, 현재 미국 전역에 700여개의 지점을 운영하고 있다.

## 역사
1985년에 켄터키주 루이빌에 랠리스가 개업하였고, 1986년에는 앨라배마주 모빌에 체커스가 개업하였다. 1999년에 두 회사가 병합하였다.